# ریچل برایس
ریچل برایس (انگلیسی: Rachel Brice، زاده ۱۵ ژوئن ۱۹۷۲) یک رقصنده و طراح رقص آمریکایی است. او به عنوان یک رقصنده حرفه ای برای رقص شکم به سبک قبیله ای آمریکایی (American Tribal Style Belly Dance) که برگرفته از سبک رقص شکم بود، کار کرد.

## زندگینامه
ریچل برایس در 15 ژوئن 1972 در سیاتل، واشینگتن متولد شد و از دانشگاه ایالتی سان فرانسیسکو فارغ التحصیل شد. ریچل برایس گفت که در 17 سالگی یوگا و رقص عربی خوانده است. در سال 1988، او با تماشای اجرای Hahbi'Ru در نمایشگاه رنسانس (Renaissance Faire) کارولینای شمالی، دنیای رقص را کشف کرد. او در آنجا رقص عربی را نزد آتش (Atesh)، رئیس گروه رقص آتش (Atesh Dance Troupe) آموخت. ریچل برایس پس از مدتی تمرین یوگا، در سال 1996 با کمک مربی یوگا اریش شیفمن (Erich Schiffmann) شروع به تدریس یوگا کرد.
ریچل برایس از سال 1999 یک رقصنده است و در اوایل دهه 2000 با کارولنا نریچیو (Carolena Nericcio) و جیل پارکر (Jill Parker) آموزش رقص عربی را گذراند. در سال 2001، او توسط مایلز کوپلند سوم (Miles Copeland III)، تهیه کننده رکورد استخدام شد و در سال 2002 با Bellydance Superstars، یک شرکت رقص تاسیس شده در سانفرانسیسکو، کالیفرنیا که متخصص در رقص عربی است، اجرا و تور برگزار کرد. او همچنین دی‌وی‌دی‌های رقص عربی را برای استفاده آموزشی و اجرا تولید کرد و مجموعه‌ای از سی‌دی‌های موسیقی حاوی آهنگ‌های مورد استفاده در اجراها را منتشر کرد.
در سال 2003، او The Indigo Belly Dance Company را تأسیس کرد، یک شرکت رقص متخصص در رقص عربی در سانفرانسیسکو، که در آنجا رقص عربی به سبک قبیله ای آمریکایی (American Tribal Style Belly Dance)، سبکی برگرفته از رقص عربی را اجرا کرد. او همچنین کارگاه هایی را در ایالات متحده، اروپا، آسیا و استرالیا برگزار کرده است، در حالی که ویدیوهای آموزشی با تمرکز بر یوگا و رقص عربی را منتشر کرده است. او همچنین استودیو داتورا (Studio Datura) را در پورتلند، اورگن تأسیس کرد، جایی که او برنامه رویکرد 8 عنصر به رقص عربی را راه اندازی کرد. او داتورا آنلاین (Datura Online) را در سال 2012 تاسیس کرد، یک استودیوی آموزش آنلاین برای یوگا و رقص عربی.

## فهرست آثار

### ویدئوی عملکرد
- Bellydance Superstars Live in Paris: Folies Bergere
- Bellydance Superstars Solos in Monte Carlo
- Bellydance Superstars

### فیلم آموزشی
- Tribal Fusion: Yoga, Isolations and Drills a Practice Companion with Rachel Brice
- Rachel Brice: Belly Dance Arms and Posture
- Serpentine: Belly Dance with Rachel Brice (دی وی دی، ویدئو)